# Drozdek samotny
Drozdek samotny (Catharus guttatus) – gatunek małego ptaka z rodziny drozdowatych (Turdidae), zamieszkujący Amerykę Północną. Nie jest zagrożony.

## Podgatunki i zasięg występowania
Drozdek samotny występuje w zależności od podgatunku:
- drozdek samotny[4] (C. guttatus guttatus) – południowa Alaska i zachodnia Kanada. Zimuje w zachodnich USA oraz północnym i środkowym Meksyku
- C. guttatus nanus – południowo-wschodnia Alaska i wybrzeża zachodniej Kanady. Zimuje w zachodnich USA i północno-zachodnim Meksyku (Kalifornia Dolna)
- C. guttatus slevini – zachodnie wybrzeża USA i Góry Kaskadowe. Zimuje w północno-zachodnim Meksyku. Proponowany podgatunek jewetti uznany za jego synonim.
- C. guttatus sequoiensis – góry południowo-zachodnich USA. Zimuje w południowo-środkowych USA i północnym Meksyku.
- C. guttatus polionotus – Góry Skaliste w zachodnio-środkowych USA. Zimuje w zachodnim Meksyku.
- drozdek szarawy[4] (C. guttatus auduboni) – Góry Skaliste w północno-zachodnich USA i południowo-zachodniej Kanadzie. Proponowany podgatunek munroi uznany za jego synonim.
- drozdek kanadyjski[4] (C. guttatus faxoni) – wschodnio-środkowa i wschodnia Kanada, wschodnie USA. Zimuje w południowo-wschodnich USA oraz północno-wschodnim i wschodnio-środkowym Meksyku.
- C. guttatus crymophilus – Nowa Fundlandia i przyległe obszary. Zimuje w południowo-wschodnich i południowo-środkowych USA.

## Morfologia
Długość ciała około 16–18 cm, rozpiętość skrzydeł 26–28 cm. Osiąga masę ciała 18–37 g. Wierzch ciała oliwkowobrązowy; ogon rdzawy. Maska szarobrązowa, z białą obrączką oczną. Spód ciała białopłowy, z dużymi, ciemnymi plamami na piersi, tworzącymi smugi na bokach gardła i bokach brzucha; brzuch biały. Obie płci podobne. Młode ptaki od spodu są płowe. Kiedy siedzi, często zadziera do góry ogon, a następnie wolno go opuszcza, często też strzepuje skrzydłami.

## Środowisko
Drozdki samotne zamieszkują różnorodne siedliska leśne, od lasów borealnych dalekiej północy po lasy liściaste, mieszane i górskie. Można je spotkać na otwartych przestrzeniach wewnątrz lasów, takich jak ścieżki, brzegi jezior, górskie polany lub obszary leśne z powalonymi drzewami. Zimą ptaki te często zamieszkują lasy położone na niższych wysokościach z gęstym podszytem i krzewami jagodowymi, w tym lasy sosnowe, liściaste oraz wiecznie zielone lasy liściaste. W Meksyku widywano je wokół strumieni i miejskich trawników.

## Status
Międzynarodowa Unia Ochrony Przyrody (IUCN) uznaje drozdka samotnego za gatunek najmniejszej troski (LC – least concern) nieprzerwanie od 1988 roku. Organizacja Partners in Flight szacuje liczebność populacji lęgowej na 40 milionów osobników. Trend liczebności populacji jest wzrostowy.